# Kennemerland

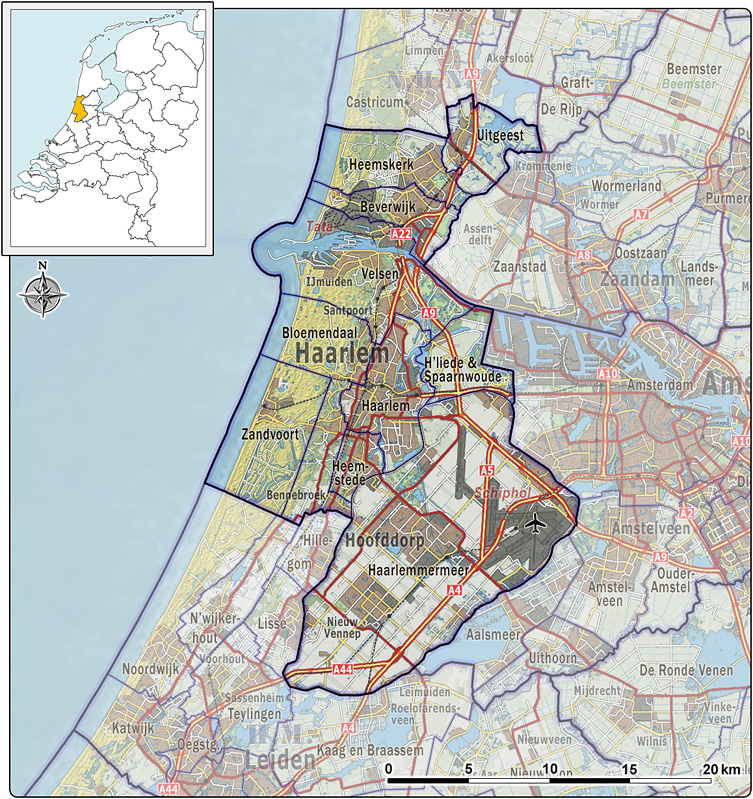
Karte des südlichen Teils Kennemerlands

Kennemerland ist eine Region (niederländisch streek) in der niederländischen Provinz Nordholland. Sie grenzt an die Regionen West-Friesland im Norden, Amstelland und Waterland im Osten sowie den Bollenstreek im Süden. Im Westen der Region bildet die Nordsee eine natürliche Grenze. In Kennemerland leben etwa 600.000 Einwohner.

## Etymologie
Der Begriff Kennemerland leitet sich vermutlich aus dem westfriesischen ab, der genaue Ursprung und die Wortbedeutung sind jedoch unbekannt. Eine alternative Herleitung setzt als Basiswort den germanischen Stamm der Cananefaten an. In früheren Zeiten war das Gebiet auch unter den Namen Kennehim, Kinnin oder Kinheim bekannt. Zumindest bis in das Mittelalter hinein meinte der Begriff jedoch sehr wahrscheinlich ein etwas weiter südlich gelegenes Gebiet.

## Geographie

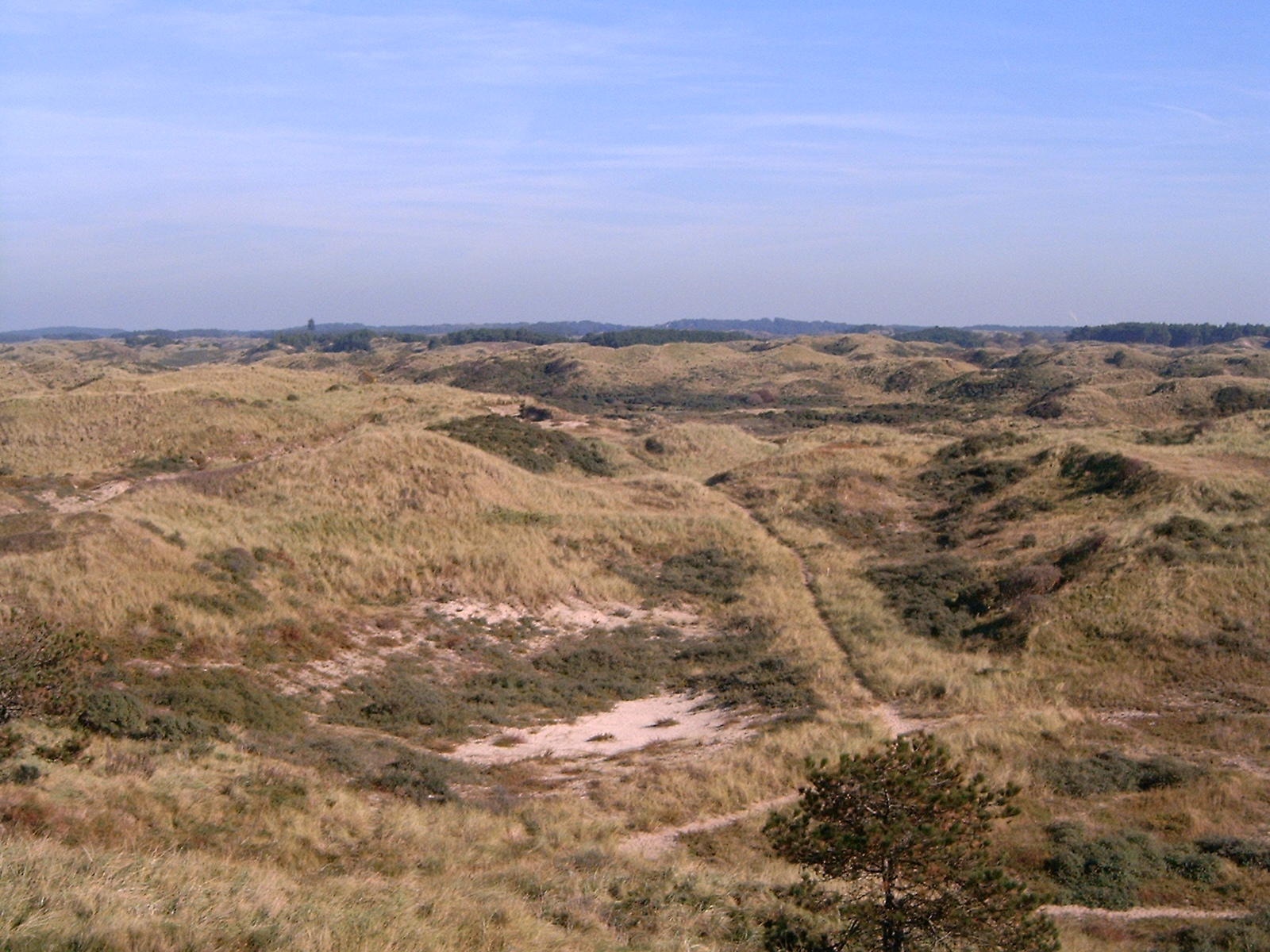
Dünenlandschaft in Kennemerland

Die Region liegt an der niederländischen Westküste rund um die nordholländische Provinzhauptstadt Haarlem, die auch die mit Abstand größte Stadt Kennemerlands ist. Häufig wird die Region weiter unterteilt in die Gebiete Noord-Kennemerland und Zuid-Kennemerland. Zu Kennemerland gehört auch der Flughafen Amsterdam Schiphol, das wichtigste Luftverkehrsdrehkreuz der Niederlande. Ein wichtiges touristisches Ausflugsziel stellt der direkt an der Küste gelegene Nationalpark Zuid-Kennemerland dar, wo auch Wisente leben. Landschaftlich ist das Gebiet vor allem durch die Dünenabschnitte an der Küste sowie durch die dahinterliegenden ausgedehnten Polder geprägt.

## Geschichte
Archäologische Ausgrabungen belegen eine Besiedelung der Region um die heutigen Städte Heiloo und Velsen bereits während der Bronzezeit. Aus römischen Aufzeichnungen ist bekannt, dass die Region des heutigen Kennemerlands schon im ersten Jahrhundert nach Christus relativ dicht besiedelt war. Die von den Römern als Frisii bezeichneten Bewohner der sumpfigen Gebiete nördlich des Rheins trieben bis in das dritte Jahrhundert hinein mit den römischen Garnisonen Handel. Unter den gehandelten Waren befanden sich zum Beispiel Raseneisenstein, Wolle und Felle, die gegen römische Waren wie Bronze, Keramik oder Glas eingetauscht wurden. Die bedeutendste römische Präsenz in dem Gebiet stellte das Militärlager Flevum in der heutigen Gemeinde Velsen dar, das etwa 14 bis 16 n. Chr. errichtet wurde. Hier sollen etwa 450 Legionäre stationiert gewesen sein. Flevum wurde im Jahr 28 n. Chr. im Zuge eines friesischen Aufstandes zerstört, der vermutlich durch die Einführung höherer Abgaben ausgelöst worden war.
Im Frühmittelalter gehörte Kennemerland zum Großfriesischen Reich und war vor allem landwirtschaftlich geprägt. So wurden an der Küste unter anderem die Überreste mehrerer Bauernhöfe und eines großen Herrscheranwesens bei Velsen aus dieser Zeit freigelegt. Die Region war in dieser Zeit Teil eines ausgedehnten Handelsnetzwerks der Friesen, das sich von der Nordsee bis nach Südfrankreich und ins östliche Schweden erstreckte. In den Annalen des Benediktiner-Klosters in Fulda findet sich eine Aufzeichnung über die Übergabe von Landbesitz in der Region durch den ostfränkischen König Karl III. an den Wikinger-Herrscher Gottfried, die im Jahr 882 stattgefunden hat. Ein großer Teil der heutigen Städte und Dörfer hat seinen Ursprung in dieser Zeit, ebenso begann im frühen Mittelalter die Ausbeutung der ausgedehnten Moore im Osten von Beverwijk zur Gewinnung von Torf. Die typische Siedlungsform waren kleine Orte mit umliegenden Feldern auf erhöhten Gebieten hinter niedrigen Deichen, um vor den regelmäßigen Überschwemmungen durch die Nordsee geschützt zu sein.
Im 13. Jahrhundert wurde Kennemerland Teil der Grafschaft Holland unter der Herrschaft von Florens V., in den Jahrzehnten darauf folgte die Unterteilung in etwa 20 kleinere Verwaltungseinheiten, sogenannte Herrschaften. Im Anschluss an einen missglückten Feldzug von Florens gegen die Westfriesen, kam es 1274 zu einem Aufstand der Kennemerländer Bevölkerung, die sich beim Versuch mehr Selbstverwaltung zu erlangen gemeinsam mit den Bewohnern Waterlands gegen den Grafen wandte. Nach anfänglichen Erfolgen konnten Florens Truppen den Aufstand jedoch niederschlagen, wobei sie teils brutale Methoden anwandten: Unter anderem sollte der Widerstand der Bauern gebrochen werden, indem ihre Häuser und Felder in Brand gesteckt wurden.
Im 15. Jahrhundert begannen in Kennemerland groß angelegte Projekte zur Landgewinnung. Die für die holländische Landschaft typischen Polder wurden zunächst eingedeicht und dann mit Hilfe von Windmühlen trockengelegt. Die erste dieser Mühlen entstand 1408 südlich von Alkmaar und damit im heutigen Kennemerland. Zu nennenswerter Verbreitung kam die neue Technologie jedoch erst etwa um 1450 herum. 1491 erlebte die Region erneut einen Bauernaufstand, der als „Aufstand des Käse- und Brotvolkes“ (niederl. Opstand van het Kaas- en Broodvolk) bekannt wurde. Ausgelöst wurden diese Unruhen vor allem durch eine Wirtschaftskrise, die hohe Besteuerung der Bevölkerung und die als ungerecht empfundene Politik des Statthalters Johann III. von Egmond. Die Aufständischen besetzten mehrere Städte in der Region und töteten den Schultheiß Claes van Ruyven, bevor die Unruhen im darauffolgenden Jahr niedergeschlagen wurden.
Während des Achtzigjährigen Krieges und im darauffolgenden Goldenen Zeitalter der Niederlande bildete Kennemerland einen Teil der neu gegründeten Verwaltungseinheit West-Friesland en het Noorderkwartier, die von der Stadt Hoorn aus geführt wurde. Der Begriff Kennemerland meinte zu dieser Zeit fast ausschließlich das Gebiet um Haarlem und den angrenzenden Küstenbereich. Nach dem Ende der französischen Zeit und der folgenden Teilung der Provinz Holland, wurde Haarlem zur Hauptstadt der neuen Provinz Nordholland.
Am 1. November 1876 wurde der Nordseekanal nach etwa 15 Jahren Bauzeit fertiggestellt, der bei IJmuiden in die Nordsee mündet und vorher von Amsterdam ausgehend durch Kennemerland verläuft. Die feierliche Eröffnung erfolgte durch König Wilhelm III. Der Kanal teilte Kennemerland in einen Nord- und einen Südteil, die sich nun auch verstärkt unterschiedlich entwickelten. Im Norden des Kanals siedelten sich um die Jahrhundertwende verstärkt Fabriken und Industrie an, darunter die Papierfabrik Van Gelder sowie verschiedene Hochöfen. Der südliche Teil des Gebiets wurde eher für seine Bade- und Luftkurorte wie Zandvoort und Bloemendaal bekannt.
Während des Zweiten Weltkriegs integrierten die deutschen Besatzer die Küste Kennemerlands in den Atlantikwall. Eine der bedeutendsten Stellungen im niederländischen Teil der Verteidigungsanlagen stellte die „Festung IJmuiden“ dar, die auf Grund ihrer herausragenden strategischen Lage von den Deutschen stark ausgebaut wurde. Viele Küstenabschnitte wurden geräumt und vermint, außerdem war der Atlantikwall häufiges Ziel der alliierten Luftangriffe. Nach dem Ende des Krieges wurden große Teile des Walls entweder abgerissen oder museal erhalten. In der Nähe von Zandvoort wurden einige der Bunkeranlagen zu Ferienwohnungen umfunktioniert.